# Cameron Shepherd
Cameron Bernard Shepherd (Windsor, 30 marzo 1984) è un rugbista a 15 australiano di origine britannica, a lungo tre quarti ala del Western Force; ha preso parte alla Coppa del Mondo di rugby 2007.